# Timur Dosmagambietow
Timur Tałgatowicz Dosmagambietow (ros. Тимур Талгатович Досмагамбетов; kaz. Тимур Талгатұлы Досмағамбетов; ur. 1 maja 1989) – kazachski piłkarz grający na pozycji pomocnika, reprezentant kraju.

## Kariera piłkarska

### Kariera klubowa
Dosmagambietow jest wychowankiem klubu Torpedo Kokczetaw. Od 2007 roku gra w kazachskich klubach takich jak Aksu Stepnogorsk, Okżetpes Kokczetaw, FK Aktöbe, Wostok Ust-Kamienogorsk, FK Taraz, Toboł Kustanaj, a obecnie w Ordabasy Szymkent.

### Kariera reprezentacyjna
W reprezentacji Kazachstanu zadebiutował 12 maja 2015 roku w meczu towarzyskim przeciwko Burkinie Faso. Rozegrał 5 spotkań.
| Mecze i gole w reprezentacji | Mecze i gole w reprezentacji | Mecze i gole w reprezentacji | Mecze i gole w reprezentacji | Mecze i gole w reprezentacji | Mecze i gole w reprezentacji | Mecze i gole w reprezentacji |
| Kazachstan                   | Kazachstan                   | Kazachstan                   | Kazachstan                   | Kazachstan                   | Kazachstan                   | Kazachstan                   |
| Lp.                          | Data                         | Miasto                       | Przeciwnik                   | Gol                          | Wynik                        | Rozgrywki                    |
| ---------------------------- | ---------------------------- | ---------------------------- | ---------------------------- | ---------------------------- | ---------------------------- | ---------------------------- |
| 1.                           | 12.05.2015                   | Ałmaty                       | Burkina Faso                 |                              | 0:0                          | towarzyski                   |
| 2.                           | 10.10.2015                   | Astana                       | Holandia                     |                              | 1:2                          | el. ME 2016                  |
| 3.                           | 13.10.2015                   | Ryga                         | Łotwa                        |                              | 1:0                          | el. ME 2016                  |
| 4.                           | 26.03.2016                   | Belek                        | Azerbejdżan                  |                              | 1:0                          | towarzyski                   |
| 5.                           | 07.06.2016                   | Dalian                       | Chiny                        |                              | 1:0                          | towarzyski                   |